# Castíl·lia
Castíl·lia és una tribu de plantes de la família de les moràcies. Inclou de vuit a onze gèneres i de 55 a 60 espècies, incloent Castilla, l'arbre del cautxú de Panamà.
Els membres de la tribu són principalment Neotropical amb dos gèneres Afrotropical, un gènere a Nova Guinea i un altre a Nova Caledònia.
La inflorescència distintiva de la tribu és unisexual en espècies monoicas, amb receptacles discoides a urceolats amb bràctees involucrades. Altres característiques del grup inclouen septates fibres de fusta i branques d'autopoda. Estudis filogenètics recents han posat de manifest una estreta relació de germanes amb el Ficus i han recolzat fortament la monofília del clade que conté les Castilleae i Ficus.